# 天使と罪の街 (小説)
天使と罪の街（原題：Narrows）は、マイケル・コナリーのハリー・ボッシュ・シリーズの10番目の作品である。前作に引き続き、ボッシュが私立探偵として事件を捜査する。内容はノンシリーズ『ザ・ポエット』の続編となっている。
前作に引き続き、本作もボッシュの一人称形式で記述されている。

## あらすじ
『詩人』事件で詩人と戦ったレイチェル・ウォリング捜査官は、その事件の捜査中に新聞記者と関係を持ったことを咎められ、ノースダコタとサウスダコタの閑職に追いやられていた。ある日FBI本部にGPSリーダーが送りつけられ、そのデータには1ヶ所の座標とウォリングの名前が入っていた。そこには詩人バッカスの指紋があり、GPSの座標はカリフォルニア州とネヴァダ州の境にあるモハーヴェ砂漠で、その地点をFBIが確認すると、複数の死体が掘り出される。そのため、ウォリングは現場に呼び出される。
私立探偵ボッシュにグラシエラ・マッケイレブが捜査を依頼する。1ヶ月前に夫テリーが自分の船の上で心不全で死亡していたのだが、遺体を調べたところ、毎日服用しているはずの薬の一部が摂取されていなかったという。グラシエラはこれは殺人なのではないかと言うのだ。ボッシュは捜査を引き受ける。
最近ボッシュはときどきマディに会うためにラスベガスに行っていた。養育方針についてエレノアとはギクシャクしているが、ボッシュはマディという娘ができたことで人生観が大きく変わっていた。
テリーの同僚バディによると、死亡当時は3泊4日のチャーター中で、オットーという常連客とメキシコ方面に出ていた。テリーの船では、2ヶ月ほど前にGPSリーダーが盗まれていた。ポーカーで勝ち取ったものであり、釣りのポイントデータが入っている価値のあるものだったが、ロバート・ファインダーという者が盗んでいって、それを使って釣りガイド商売を始めたらしい。
詩人ことロバート(ボブ)・バッカスは、ウォリングを監視してサウスダコタからラスベガスへの飛行機にも同乗する。彼は整形して違う顔になっていた。
テリーのMacBookには、相棒バディが同行していないときの客を隠し撮りした写真が残されていた。なぜこの男を隠し撮りしたのか。また別のフォルダにはグラシエラが買い物しているところのスナップ写真と、ザイジックス・ロードの標識の写真があった。スナップ写真の1枚には、ガラスに写った撮影者の姿があり、それはテリーが隠し撮りしていた釣り客、ジョーダン・シャンティだった。彼がテリーにグラシエラの写真を送りつけて脅迫し、ザイジックス・ロードにおびき寄せたのだとボッシュは推理する。
グラシエラによると、テリーはしばしばプロファイリングの仕事を引き受けていたようで、その作業を船にこもって行っていた。それが夫婦仲に亀裂を生じさせていたらしい。ボッシュが船を調べるとたしかに幾つかの事件の資料が出てきた。その中には詩人についての資料もあった。公式には8年前の事件で詩人は死亡して解決したことになっていたが、逃げおおせたという噂があり、テリーの資料ではそれが裏付けられていた。4年前にアムステルダムで連続殺人事件があり、当時地元警察に犯人から手紙が送られ、ウォリング捜査官を呼ぶようにと書かれており、筆跡はバッカスと一致していたのだ。
さらにテリーの資料の中には、ラスベガスとその近辺で6人が相次いで失踪した事件が含まれており、テリーはそれらの事件も調べていたようで、テリーの車の地図にはモハーヴェ砂漠あたりに書き込みが見つかり、ボッシュはモハーヴェ砂漠に向かい、そこで捜査をしていたFBI捜査チームとウォリングに遭遇する。彼らはボッシュに何も明かそうとしないが、ボッシュはこの現場が遺体の発見場所であり、詩人が再び殺人を始めてFBIが操作しているということを見抜いて捜査協力を申し出る。捜査官たちはボッシュを追い払おうとしたが、ウォリングはボッシュと気脈を通じたかのようにアイコンタクトする。ボッシュが帰った後にウォリングはボッシュの監視役を引き受ける。
ボッシュはラスベガス郊外に借りている部屋に立ち寄り、そこで隣人のジェーンと軽く話を交わす。ジェーンは喫煙者ではないのにボッシュの前では無理にタバコを吸っていたりカラーコンタクトをしたりしている不審者で、目の前のプライベートジェット飛行場を眺めている。
ボッシュはテリーが地図帳で被害者のレンタカーの走行距離から立ち寄り先を推理していたことの後を追い、それがクリアという小さな売春宿の集落ではないかと当たりをつけ、ウォリングとそこに向かう。その1軒で聞き込みを行うと、テリーの船の客がこの地域の運転手であることが判明する。そしてその男がウォリングあての手紙を残していた。ボッシュとウォリングが、この男が借りているトレーラーハウスに向かう。部屋の中では埋められた被害者たちの写真が見つかり、最後の部屋にはベッドに死体が横たわっているが、罠が仕掛けられておりトレーラーハウスが爆発、ボッシュとウォリングは間一髪助かる。あの死体は詩人の自殺だったようにも思えるし、それを偽装したとも思えた。ボッシュとウォリングは現場を離れた後、臨死体験からの生還者同士の愛を交わす。
詩人のトレーラーハウスからは書店のレシートの一部が発見されていたが、かつて詩人に狙われてその後引退した刑事エド・トーマスが今は書店を営んでいることにボッシュは気づく。FBIが詩人の自殺を発表したらそれをあざ笑うかのようにトーマスを殺すのではないかとボッシュは推理する。トーマスは大量の蔵書を寄付してくれる老人のもとに鑑定に行ったと聞き、ボッシュとレイチェルは豪雨の中をその屋敷に向かう。
その屋敷で詩人がトーマスを縛り付けて殺そうしているところにボッシュとレイチェルが踏み込むが、詩人は辛くも脱出する。豪雨で増水した川岸でボッシュは詩人ともみ合いになり、一緒に川に転落し、水中でも格闘した挙げ句、ボッシュが詩人を溺死させて勝利する。
ロス市警では人員不足のため引退後三年以内の警察官を再雇用するプログラムを始めており、ボッシュは以前の同僚キズミン・ライダーの勧めもあって、応募する気持ちを固める。
ボッシュはグラシエラを訪問し、そこにあった絵本を見て、テリーがこっそり病院に通っていたことを知る。テリーはそこで病気の悪化を知り、事故死に見せかけて自殺したのだった。そしてそれまでのウォリングの言動を思い起こしたボッシュは、FBIもどこかの時点でそれに気づいていたことを悟り、そのことでウォリングとの関係がギクシャクしてウォリングはボッシュの元を去るのだった。

## 制作
筆者コナリーは、『ザ・ポエット』から8年も経ってから続編となる本作を書いたことについて、「何年もの間、『ザ・ポエット』の続編は書きたくないと思っていたが、私の物語の架空の世界において殺人犯を野放しにし続けることが次第に苦痛になってきたのだ。だからそこに私の最高の部下であるボッシュを送り込むことにした。」と述べた。
本作の出版と同時期に、著者がインスピレーションを受けたロサンゼルスの街を紹介するDVD『Blue Neon Night』が製作され、本作のプロモーションツアーで無料配布された。監督はT・L・ランクフォード。このDVDは1時間弱の映像作品でり、これまでの著作14冊からの引用をウィリアム・ピーターセンが朗読している。

## 受賞歴
- 『このミステリーがすごい!』（別冊宝島）2007年 海外部門 7位